# Simion Stoilow
Simion Stoilow   (Bucarest, 14 de setembre de 1887 - Bucarest, 4 d'abril de 1961) va ser un matemàtic romanès.

## Vida i Obra
El seu pare, d'origen serbi amb arrels aristocràtiques, era un militar que va morir el 1901 amb el rang de general. Estava destinat a Craiova on Stoilow va passar la seva infància i joventut. El 1907 va marxar a París per estudiar a la Sorbona, en la qual es va graduar el 1910 i va acabar el doctorat el 1914 (tot i que no el va poder defensar fins al 1916 per la Primera Guerra Mundial).
En acabar al guerra, el 1919, va ser nomenat professor adjunt de la universitat de Iași, en la qual només hi va estar dos cursos, ja que el 1921 va passar a la universitat de Bucarest, en la qual va estar novament dos cursos, fins al 1923 en que va ser nomenat professor titular de la universitat de Cernăuţi (avui Txernivtsí, Ucraïna). Stoilow sempre va considerar que els setze anys que va estar a Cernăuţi van ser els més productius de la seva carrera acadèmica, malgrat haver d'ocupar-se de qüestions administratives en ser degà de ciències (1925-26 i 1932-39).
El 1939 va substituir Gheorghe Țițeica a la universitat Politècnica de Bucarest i dos anys després a Dimitrie Pompeiu a la universitat de Bucarest on va romandre fins a la seva mort el 1961. Va ser degà de ciències (1948-51) i rector (1944-46). En el període 1946-1948 va se ambaixador de Romania a França.
Stoilow va ser incinerat a Bucarest, les seves cendres van ser traslladades el 1963 al Memorial dels Herois de la República Popular Romanesa, però el 1991, en ser acordada la demolició del monument, es van tornar a traslladar.
Stoilow, a part de llibres de text, va publicar una vuitantena llarga d'articles en revistes científiques. Les ves àrees de recerca van ser la topologia, la quasi-regularitat, les superfícies de Riemann i les funcions de diverses variables complexes.
El 1963, l'Acadèmia Romanesa de Ciències va establir el premi Simion Stoilow per premiar treballs matemàtic importants. L'Institut de Matemàtiques de l'Acadèmia, que ell mateix va dirigir des de 1949 fins a 1961, porta avui el seu nom.